# Judo

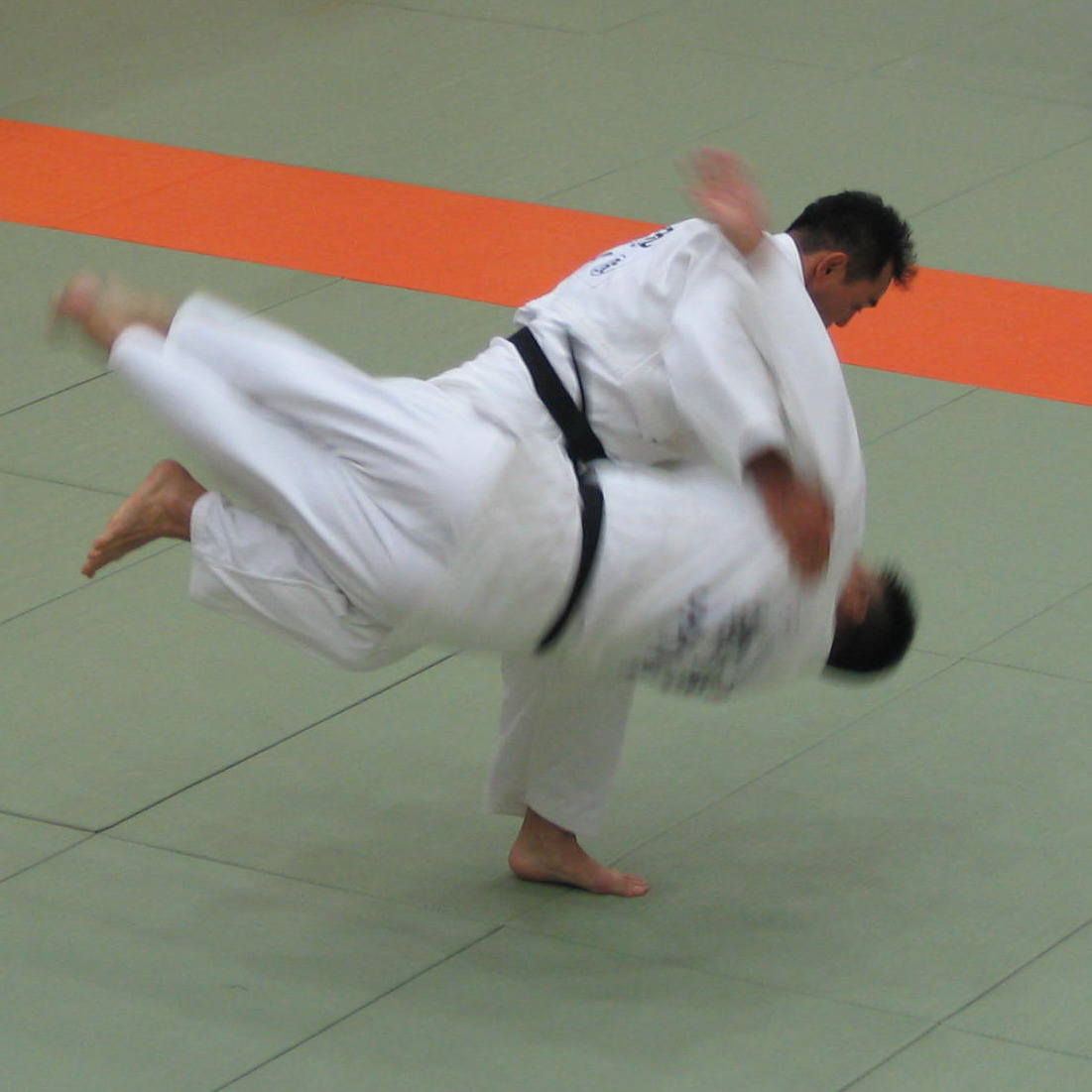
Der Wurf Harai-goshi in der Nage-no-kata

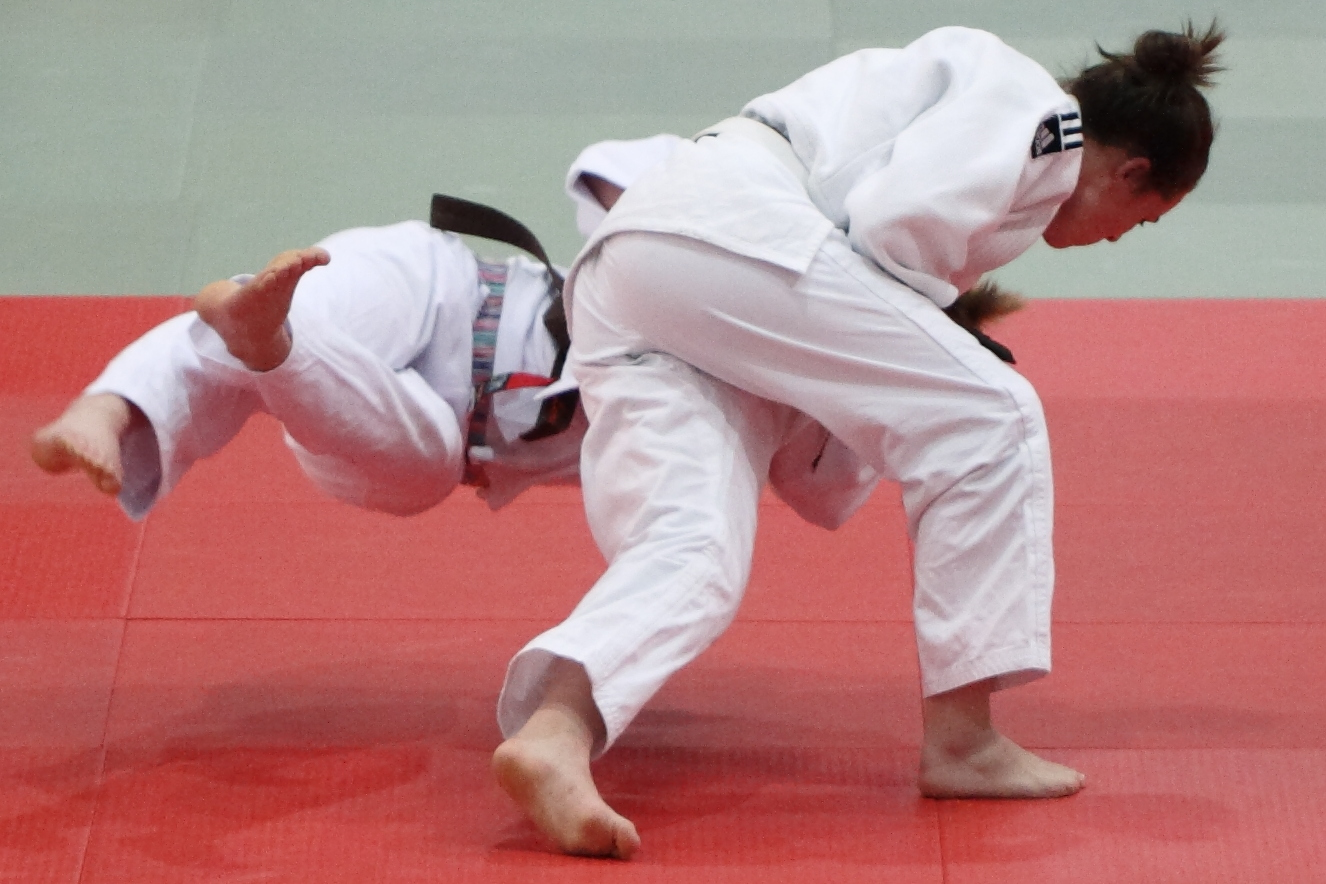
Erfolgreicher Wurf im Wettkampf

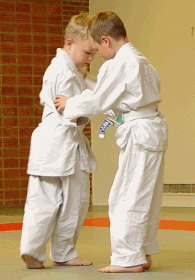
In der Regel können Kinder ab einem Alter von fünf Jahren am Judotraining teilnehmen.

Kanji – Japanische Schriftzeichen für Judo

Judo (jap. 柔道 jūdō, lit. „sanfter Weg“) ist eine japanische Kampfsportart, deren Prinzip „Siegen durch Nachgeben“ beziehungsweise „maximale Wirkung bei einem Minimum an Aufwand“ ist. Entwickelt wurde dieser Kampfsport von Kanō Jigorō (1860–1938), als er eine Symbiose aus alten Jiu-Jitsu-Stilen (Koryū) schuf, die er seit seiner Jugend mit großem Fleiß trainiert hatte. Heute wird Judo in über 150 Ländern ausgeübt und ist damit die am weitesten verbreitete Kampfsportart der Welt.
Judo wird in Deutschland in einzelnen Vereinen bereits für Kinder ab drei Jahren angeboten. Der spielerische Übergang zu judospezifischen Formen ist dabei fließend. Wegen seines Facettenreichtums kann Judo bis ins hohe Alter aktiv praktiziert werden; so sind selbst Judoka mit über achtzig Jahren keine Seltenheit.
Die traditionellen Säulen des Judo sind der Formenlauf (jap. Kata) und der Übungskampf (jap. Randori) beziehungsweise der Wettkampf (jap. Shiai). Klassischerweise gehören daneben auch Kōgi (講義, Lehrvortrag) und Mondō (問答, Lehrgespräch) zu den Bestandteilen des Judo. Das heutige Judo ist von den Wettkampftechniken der letzten Jahre dominiert und wird entsprechend vom Techniktraining geprägt.
Judo ist nicht nur ein Sport, sondern darüber hinaus auch eine Philosophie zur Persönlichkeitsentwicklung. Ein Judo-Meister praktiziert in diesem Sinne auch dann Judo, wenn er nicht in der Trainingshalle (jap. Dōjō) ist. Zwei philosophische Prinzipien liegen dem Judo im Wesentlichen zugrunde: das gegenseitige Helfen und Verstehen zum beiderseitigen Fortschritt und Wohlergehen (jita kyōei, 自他共栄) und der bestmögliche Einsatz von Körper und Geist (seiryoku zenyō, 精力善用). Ziel ist es, diese Prinzipien als eine Haltung in sich zu tragen und auf der Judomatte (jap. Tatami) bewusst in jeder Bewegung zum Ausdruck zu bringen.

## Bezeichnung
Judo bedeutet wörtlich „sanfter/flexibler Weg“ (Zusammensetzung aus jū lit. „sanft“, fig. „nachgiebig“, „flexibel“ und dō lit. „Weg“, fig. „Art und Weise“, „Methode“). Im Japanischen wird der Wortanfang wie im Englischen ausgesprochen (dʒɯːdoː). Im Deutschen lautet die Aussprache zumeist [ˈjuːdo], im österreichischen Deutsch jedoch überwiegend [ˈdʒuːdo]. Ein Judo-Kämpfer oder eine Judo-Kämpferin wird Judoka genannt (jap. 柔道家). Zur Wortbildung siehe auch Budōka.
Anfangs wurde die von Kanō gegründete Kampfsportart noch Jū Jutsu (柔術) genannt; erst Anfang des 20. Jahrhunderts setzte sich die Bezeichnung Judo durch. Deshalb findet man in der frühen Literatur, die im Westen publiziert wurde, den Begriff Jiu Jitsu, um das heute verbreitete Judo zu beschreiben. Da die westlichen Jiu-Jitsu-Schulen anfangs nur losen Kontakt mit der Kodokan-Organisation (講道館) in Japan hatten, entwickelten sich dort spezielle Techniken. Die meisten der ursprünglichen Jiu-Jitsu-Schulen wurden später offizielle Judo-Schulen; in vielen Schulen wurde parallel dazu auch das ursprüngliche Training unter der Bezeichnung Jiu Jitsu fortgesetzt.

## Geschichte

### Ursprünge
Die Wurzeln des Judo reichen bis in die Nara-Zeit (710–784) zurück. In den beiden damaligen Chroniken Japans, dem Kojiki (712) und dem Nihonshoki (720), gibt es Beschreibungen von Ringkämpfen, die mythischen Ursprungs sind. Seit 717 fanden am Kaiserhof alljährlich Preisringen statt, an denen Ringer aus allen Provinzen teilnahmen. Dieses Ringen wurde Sechie-Zumo genannt. Die Bushi griffen dieses Sumo auf und entwickelten daraus das yoroikumiuchi (Ringen in voller Rüstung).
Mit dem Aufstieg der Kriegerklasse Ende des 12. Jahrhunderts erlebten die Kampfkünste einen starken Aufschwung. Das kulturelle Geschehen wurde immer mehr vom Geist der Bushi bestimmt. In dieser Zeit entwickelten sich die Ursprünge des legendären Ehrenkodex’, der später von Nitobe als Bushidō beschrieben wurde.
Im Japan der Ashikaga-Epoche (1136–1568) entwickelten sich unterschiedliche waffenlose Nahkampfsysteme: Eine Variante war Kogusoku (kleine Rüstung). Diese Kampfart war nach den in dieser Zeit neu entwickelten leichteren Rüstungen benannt. In der Literatur und den historischen Dokumenten aus dieser Zeit finden sich weitere Nahkampfsysteme wie Tai-Jutsu („Körperkunst“), Torite („Ergreifen der Hände“), Koshi-no-Mawari („Hüfteindrehen“), Hobaku („Ergreifen“), Torinawajutsu („Kunst des Ergreifens und Verbindens“).
In der Mitte des 16. Jahrhunderts führten die Portugiesen die Schusswaffen in Japan ein und die Kriegskünste – Bugei mit Schwert, Pfeil und Bogen – verloren auf dem Schlachtfeld an Bedeutung. Ihre Traditionen wurden aber in der Edo-Zeit fortgeführt und im Sinne des Prinzips Bunbu (literarische Bildung und militärische Praxis) zur Pflicht gemacht.
Für das Prinzip des Nachgebens Ju in der Kampfkunst gibt es verschiedene Einflüsse, Erklärungen, Legenden und Anekdoten: Im Konjaku-Monogatari findet man zum ersten Mal den Begriff yawara (weich) im Zusammenhang mit einer Geschichte über das japanische Ringen. Stark waren sicherlich auch die chinesischen Einflüsse, denn seit der Ashikaga-Epoche wurde offiziell der Handel mit China aufgenommen und bis zum Ende des 16. Jahrhunderts immer weiter ausgedehnt.
Über die Entstehung des Jiu Jitsu existieren unterschiedliche Berichte, die einen legendenhaften Charakter haben. Ihr historischer Wahrheitsgehalt ist schwer nachzuweisen. Die poetisch schönste ist sicherlich die Legende des Arztes Akiyama Shirobei aus Hizen, der in China Medizin und die Kunst der Selbstverteidigung studiert haben soll. Wieder in Japan, zog er sich in einen Tempel namens Dazai-Tenjin zurück. Der Überlieferung nach war es Winter, und am 21. Tag im Tempel setzte starker Schneefall ein. Er betrachtete die Bäume; ihm fiel auf, dass viele Äste unter der Last des Schnees brachen, die des Weidenbaums aber wegen ihrer Elastizität nachgaben und den Schnee abgleiten ließen. Auf Grund dieses Vorgangs soll der Arzt Shirobei das Prinzip des „Ju“ – Nachgebens – in der Kampfkunst eingeführt haben. In der ersten Hälfte der Edo-Epoche (17./18. Jahrhundert) entwickelten sich unzählige Jiu-Jitsu- oder artverwandte Schulen – japanisch Ryu.

### Kanō Jigorō

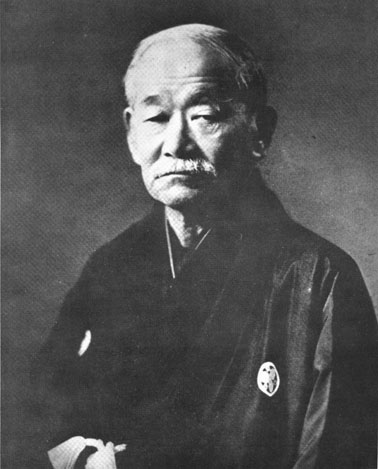
Kanō Jigorō

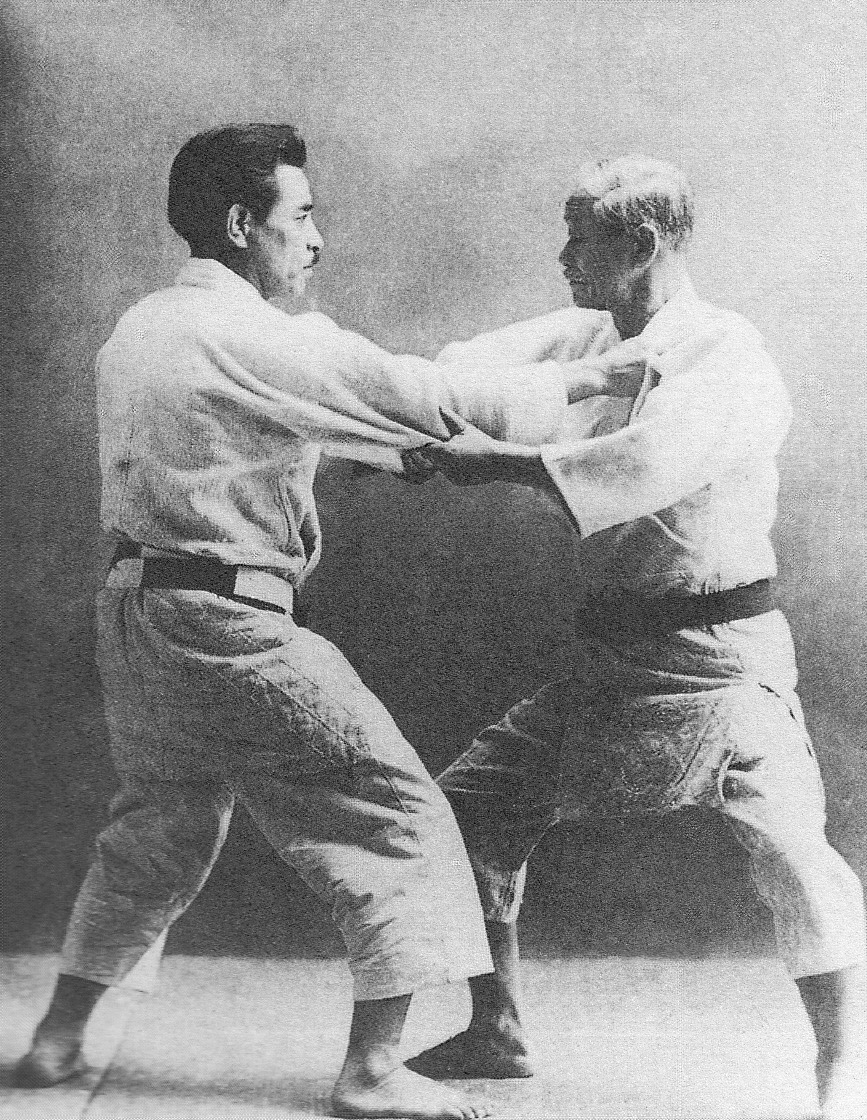
Kanō Jigorō (rechts) und Mifune Kyūzō

Mit dem Ende der Tokugawa-Zeit und der Öffnung Japans kam es auch zu starken Veränderungen in der japanischen Gesellschaft. Durch die Meiji-Reform kam es zu einer Fülle von staatlichen, wirtschaftlichen und kulturellen Reformen. Die japanischen Künste wurden stark zurückgedrängt, alles „Westliche“ hatte Vorrang. Doch schon zu Beginn der 1880er-Jahre gab es eine Rückbesinnung in Bezug auf die geistlichen und sittlichen Werte.
Kanō Jigorō (1860–1938) wuchs in diesem Japan der extremen Veränderungen auf. Er lernte Jiu Jitsu an verschiedenen Schulen wie der Tenshinshinyo-Ryu und der Kito-Ryu. 1882 gründete Kanō Jigorō seine eigene Schule, den Kodokan („Ort zum Studium des Wegs“, 講道館) in der Nähe des Eisho-Tempels im Stadtteil Shitaya in Tokio. Er nannte seine Kunst Judo, da das Kanji (Schriftzeichen) Ju sowohl „sanft“ als auch „Nachgeben“ bedeuten kann und das Zeichen Do ebenfalls mit „Grundsatz“ und nicht nur mit „Weg“ übersetzt werden kann.
Sein System bestand neben Wurftechniken (Nage Waza) aus Bodentechniken (Ne Waza) sowie Schlag-, Tritt- und Stoßtechniken (Atemi Waza), die er dem System der Kito-Ryu und der Tenshinshinyo-Ryu entnommen hatte. Dies waren traditionelle Jiu-Jitsu-Schulen, bei denen Kanō mittlerweile das Menkyo-Kaiden (die universelle Lehrerlaubnis und Meisterwürde) innehatte. Es war sogar eine kleine Sparte Waffentechnik (z. B. mit Schwert und Stöcken) im Curriculum vorhanden. Kanō selektierte zwar einige Techniken aus, welche dem von ihm gefundenen obersten Prinzip „möglichst wirksamer Gebrauch von geistiger und körperlicher Energie“ widersprachen. Dass er dabei aber alle „bösen“ Techniken entfernt hätte, welche geeignet sind, einen Menschen ernsthaft zu verletzen oder zu töten, ist ein weitverbreiteter Irrtum.
Im Jahre 1886 konnten Schüler Kanos einen regulären Kampf zwischen der Kodokan-Schule und der traditionellen Jiu Jitsu-Schule Ryoi-Shinto Ryu für sich entscheiden. Es wird behauptet, Kano habe das Judo durchaus als ernstzunehmende Selbstverteidigungskunst inklusive Schlägen und Fußtritten konzipiert, ohne die ein Sieg über Ryoi-Shinto Ryu nicht möglich gewesen wäre. Aufgrund dieses Erfolgs verbreitete sich Judo in Japan rasch und wurde bald bei der Polizei und der Armee eingeführt. 1911 wurde Judo an allen Mittelschulen Pflichtfach.
Der berühmte japanische Regisseur Akira Kurosawa drehte seinen ersten Film Sanshiro Sugata 1943 über das Judo.
Nach dem Zweiten Weltkrieg wurde der Kodokan für zwei Jahre zwangsweise geschlossen, 1947 wurde er wiedereröffnet.

### Der Weg in den Westen
1906 kamen japanische Kriegsschiffe zu einem Freundschaftsbesuch nach Kiel. Die Gäste führten dem deutschen Kaiser ihre Nahkampfkünste vor. Wilhelm II. war begeistert und ließ seine Kadetten in der neuen Kampfkunst unterrichten. Der damals bedeutendste deutsche Schüler war der Berliner Erich Rahn, der im Jahre 1906 die erste deutsche Jiu-Jitsu-Schule gründete. Weitere deutsche Pioniere im Judo sind Alfred Rhode und Heinrich Frantzen (Köln). 1926 fanden in Köln im Rahmen der 2. Deutschen Kampfspiele die ersten deutschen Judo-(Jiu-Jitsu)-Meisterschaften statt, zu denen auch ausländische Kämpfer eingeladen waren. Von da an führte Alfred Rhode einen länger währenden Erfahrungsaustausch mit Gunji Koizumi, der mit einigen Judoka des Londoner „Budokwai“ an den Kampfspielen in Köln teilgenommen hatte. 1932 wurde im Frankfurter Waldstadion die erste internationale Judo-Sommerschule durchgeführt. Anlässlich der Judo-Sommerschule wurde am 11. August 1932 der „Deutsche Judo-Ring“ gegründet. Vorsitzender wurde Alfred Rhode. Der Begriff Judo setzte sich, wie schon im restlichen Europa, wo insbesondere in Großbritannien ab 1920 durch Gunji Koizumi und Yukio Tani und ab 1936 in Frankreich durch Mikinosuke Kawaishi diese Kampfsportvariante eingeführt wurde, auch in Deutschland durch. 1933 besuchte Kanō Jigorō mit einigen Schülern auf einer Europareise auch Deutschland und gab Lehrgänge in Berlin und München. Unter der Führung Alfred Rhodes wurde 1932 erstmals eine Europäische Judo-Union gebildet, die 1934 eine europaweit ausgeschriebene, internationale Judo-Meisterschaft (Judo-Europameisterschaft) im Kristallpalast in Dresden veranstaltete.
Im August 1933 wurde von den Nationalsozialisten Judo neben Ringen als Wettkampfvariante des Jiu-Jitsu in das Fachamt 6 – Schwerathletik – des Deutschen Reichsbundes für Leibesübungen (DRL) eingegliedert und verlor damit seine Eigenständigkeit. 1936 verlieh Kanō im Namen des Kodokan erstmals den Schwarzen Gürtel an einen Europäer, der keine Ausbildung in Japan erhalten hatte, an den in Frankreich lebenden Judoka Moshé Feldenkrais. Auf seiner letzten Europareise erteilte Kanô dem in Frankreich lebenden Kawaishi die Berechtigung im Namen des Kodokan in Europa Dan-Graduierungen zu vergeben. Nach der Überführung des Deutschen Reichsbundes in den Nationalsozialistischen Reichsbund für Leibesübungen (NSRL) 1937 wurde Judo weiterhin als eine Wettkampfdisziplin im Rahmen des originären Nahkampfsports Jiu Jitsu behandelt. Unabhängig von Kawaishi wurden in der NSRL-Schwerathletik eigene deutsche Graduierungsrichtlinien erarbeitet und angewendet. Entsprechend den NSRL-Richtlinien gab es nach 1938 auch einige deutsche Dan-Träger. Die letzten deutschen Meisterschaften in der NS-Zeit fanden 1941 in Essen statt.
Nach dem Zweiten Weltkrieg war Judo in Deutschland bis 1948 durch die Alliierten verboten. Nach Gründung des Deutschen Athleten-Bundes (DAB) in Westdeutschland und des Deutschen Sportausschusses (DS) in der SBZ wurde Judo 1949 unter Führung einiger deutscher Dan-Träger als Sportart der Schwerathletik in allen Besatzungszonen wieder zugelassen. Zunächst blieben in Ost- und Westdeutschland noch bis 1954 die Wettkampfregeln und Graduierungsrichtlinien aus der Zeit der NSRL-Schwerathletik gültig. 1950 fanden in Dresden die ersten DDR-Einzelmeisterschaften und 1951 in Frankfurt am Main die ersten deutschen Meisterschaften in der Bundesrepublik nach dem Zweiten Weltkrieg statt. Der DAB und der DS veranstalteten bis 1954 gesamtdeutsche Judo-Meisterschaften. 1952 wurde in Westdeutschland das Deutsche Dan-Kollegium (DDK) (Vorsitz: Alfred Rhode) und 1953 der Deutsche Judo-Bund (Vorsitz: Heinrich Frantzen) gegründet. In der DDR existierte seit 1952 die Sektion Judo im Deutschen Sportausschuß (Vorsitz: Lothar Skorning) als Vorläufer des 1958 gegründeten Deutschen Judo-Verbandes der DDR (DJV). Der DJV richtete 1966 die ersten DDR-Meisterschaften für Frauen aus. 1970 fanden in Rüsselsheim die ersten deutschen Meisterschaften der Frauen in der Bundesrepublik statt. 1975 in München war das Geburtsjahr der ersten Frauen-Europameisterschaften.

### Entwicklung zum Wettkampfsport
Nach dem Zweiten Weltkrieg veränderte sich Judo immer mehr vom Nahkampfsystem zum Wettkampfsport. Schlag-, Tritt- und andere den Gegner ernsthaft verletzende Techniken wurden als für den Wettkampf unnötig nicht mehr unterrichtet und gerieten dadurch teilweise in Vergessenheit. Die verbliebenen Techniken sind hauptsächlich Würfe (jap. Nage Waza), Falltechniken (jap. Ukemi Waza) und Bodentechniken (jap. Katame Waza).
Entgegen der landläufigen Meinung gehören Schlag- und Tritttechniken nach wie vor zum Judo. So sind in Katas wie der Kime-no-Kata oder der Kodokan Goshin-Jutsu immer noch potentiell tödliche Aktionen vorhanden. Allerdings werden Schläge und Tritte wie auch manch andere gefährlichere Techniken im heutigen Judo, wenn überhaupt, erst zur Erlangung höherer Graduierungen als Judo-Selbstverteidigung unterrichtet.

### Weltmeisterschaften und Olympische Spiele
1956 fanden in Tokio die ersten Weltmeisterschaften statt. Damals gab es allerdings nur eine offene Gewichtsklasse. 1961 bei den dritten Weltmeisterschaften in Paris wurden dann erstmals Gewichtsklassen eingeführt. Dort gelang es dem Niederländer Anton Geesink erstmals, die Vormachtstellung der Japaner zu brechen und die japanischen Judoka zu besiegen.
Bei den Olympischen Spielen in Tokio 1964 war Judo erstmals als olympischer Sport zu sehen. Der aus Köln stammende Wolfgang Hofmann gewann als erster Deutscher eine Silbermedaille bei den Olympischen Spielen. Zu diesem Anlass brachten die Deutsche Bundespost und auch die Deutsche Post der DDR eine 20-Pfennig-Briefmarke mit Judo-Motiv heraus. 1968 bei den Olympischen Spielen in Mexiko-Stadt wurde Judo zunächst wieder aus dem olympischen Programm gestrichen. Seit den Olympischen Spielen 1972 in München gehört Judo beständig zum olympischen Programm. War Judo zunächst eine Männerdomäne, so wurde 1988 Frauen-Judo bei den Olympischen Spielen in Seoul als Demonstrationswettbewerb vorgestellt. Seit den Olympischen Spielen in Barcelona 1992 ist auch Frauen-Judo im olympischen Programm.
Im Jahre 1988 war Para Judo erstmals bei den Paralympics in Seoul mit dabei. Seit 2004 in Athen gibt es auch Frauen-Judo im Programm der Sommer-Paralympics. Judo wird bei diesen Spielen von Blinden und Menschen mit geringem Sehvermögen praktiziert. Die paralympischen Athleten folgen denselben Regeln wie die Nichtbehinderten. Eventuelle Defizite werden durch zusätzliche Regelungen ausgeglichen. So besteht ein wesentlicher Unterschied darin, dass sich die Kämpfer und Kämpferinnen zur besseren Orientierung vor Kampfbeginn berühren dürfen.
Seit Shanghai 2007 ist ID-Judo ein offizieller Wettbewerb und seitdem alle vier Jahre bei den Special Olympics vertreten. Judo wird bei diesen Spielen von Athletinnen und Athleten mit geistiger Behinderung praktiziert. Die Regeln wurden hierzu angepasst.
Zu den Erfolgen deutschsprachiger Judoka siehe unten.

## Kleidung

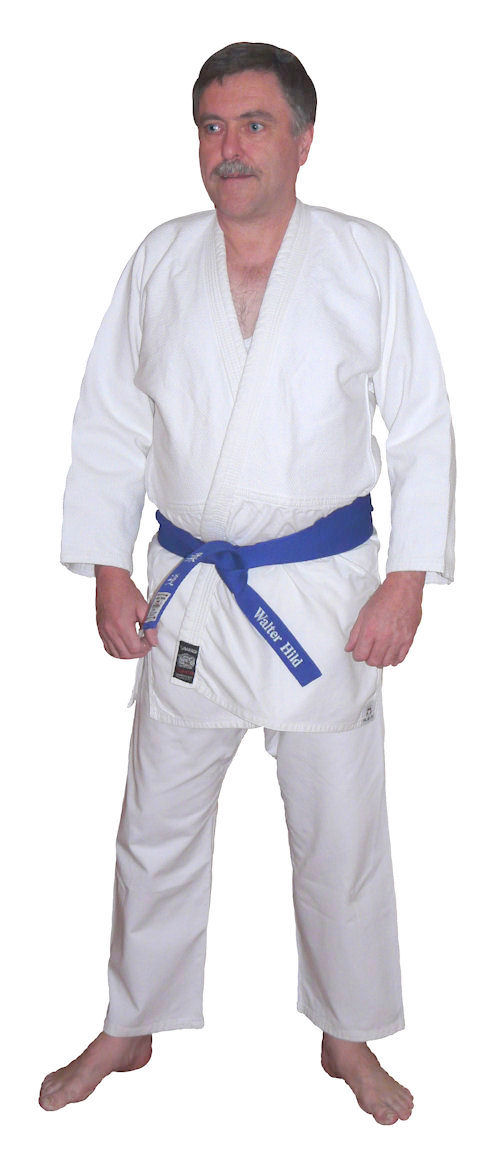
Der traditionelle Judo-Anzug (Judo-Gi)

Traditionell tragen Judoka eine knöchellange weiße Baumwollhose (Zubon) und darüber eine halblange weiße Jacke (Uwagi) aus Baumwolle, die durch einen (weißen, schwarzen oder farbigen) Gürtel (Obi) zusammengehalten wird (Judo-Gi).
Um in Wettkämpfen die beiden Kontrahenten besser unterscheiden zu können, trägt bei internationalen Meisterschaften, aber auch bei Kämpfen in den nationalen Judo-Bundesligen der beim Aufrufen als zweiter genannte Judoka einen blauen Anzug. Ist dies nicht möglich, werden die Kämpfer durch einen roten bzw. weißen Gürtel unterschieden (zusätzlich zu ihrem Gürtel entsprechend ihrem Kyu- oder Dan-Grad).
Im Ligabetrieb und bei Freundschaftskämpfen können abweichend auch farbige Judo-Anzüge zum Einsatz kommen. Hierbei ist zu beachten, dass die Mannschaft dabei einheitlich auftritt und ein deutlicher farblicher Unterschied zur Gastmannschaft gegeben ist. Die Heimmannschaft hat hierbei das Vorrecht.

## Graduierungen
An der Gürtelfarbe kann man den Ausbildungsstand eines Judoka erkennen. Es gibt die Schülergrade (Kyū) und Meistergrade (Dan). Jeder Anfänger beginnt mit einem weißen Gürtel und kann dann durch eine Prüfung den nächsthöheren Grad erlangen. Der Prüfling demonstriert dabei Fallübungen, Stand- und Bodentechniken, die nach Höhe der Graduierung immer schwieriger werden. Die fünf Kyū-Gürtelfarben führte zuerst Mikinosuke Kawaishi in der von ihm entwickelten Lehrmethode für europäische Judoka ein. Die Schülergrade gehen bis zum braunen Gürtel. Die Meistergrade beginnen mit dem schwarzen Gürtel.

### Schülergrade

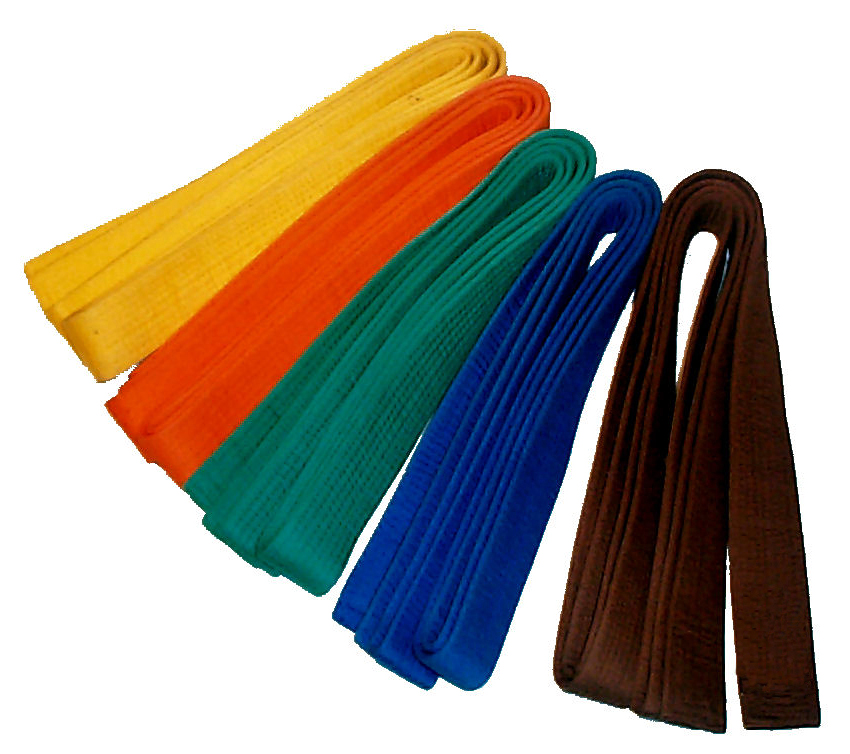
Die Gürtelfarben der einfarbigen Schülergrade beim Judo

#### Deutschland
Die Grafik zeigt die Einteilung der Schülergürtel in neun Grade, entsprechend der Kyu-Prüfungsordnung des Deutschen Judo-Bundes (DJB), die seit dem 1. August 2005 für die dem DJB angeschlossenen Vereine in Deutschland gilt. Das Deutsche Dan-Kollegium vergibt keine zweifarbigen Gürtel und hat seine eigenen Prüfungsordnungen.
|                           | 9. Kyū        | 8. Kyū             | 7. Kyū        | 6. Kyū              | 5. Kyū         | 4. Kyū               | 3. Kyū        | 2. Kyū        | 1. Kyū         |
| ------------------------- | ------------- | ------------------ | ------------- | ------------------- | -------------- | -------------------- | ------------- | ------------- | -------------- |
| Name                      | Kukyū         | Hachikyū           | Nanakyū       | Rokkyū              | Gokyū          | Yonkyū               | Sankyū        | Nikyū         | Ikkyū          |
| Gürtelbild                | Weißer Gürtel | Weiß-Gelber Gürtel | Gelber Gürtel | Gelb-oranger Gürtel | Oranger Gürtel | Orange-Grüner Gürtel | Grüner Gürtel | Blauer Gürtel | Brauner Gürtel |
| Farbe                     | weiß          | weiß-              | gelb          | gelb-               | orange         | orange-              | grün          | blau          | braun          |
| Farbe                     | weiß          | gelb               | gelb          | orange              | orange         | grün                 | grün          | blau          | braun          |
| Mindestalter              | –             | –                  | –             | –                   | 8 Jahre        | –                    | 11 Jahre      | –             | 13/16 Jahre c  |
| Mindestalter (vor 2015) a | –             | 7 Jahre            | 8 Jahre b     | 9 Jahre b           | 10 Jahre b     | 11 Jahre b           | 12 Jahre b    | 13 Jahre b    | 14 Jahre b     |

Mit Änderung des Graduierungssystems im Jahr 2022 ist der 8. Kyu lediglich ein Projekt-Gürtel, welcher kein erreichtes Fertigkeitsniveau, sondern ausschließlich ein Grundverständnis von und über Judo, dokumentiert.
Nach der Kyu-Prüfungsordnung des Deutschen Judo-Bundes musste bis 2022 in jeder Gürtelprüfung ab dem 3. Kyu (grüner Gürtel) zusätzlich eine Gruppe der Nage-no-kata vorgeführt werden, d. h. eine genau vorgeschriebene Abfolge von Bewegungsformen und Wurftechniken. Das Kata-Training führt häufig zu einem noch besseren Beherrschen der jeweiligen Techniken, da auf eine absolut saubere Ausführung derselben geachtet wird. Es gibt Boden- und Stand-Kata. Mit der seit 2022 geltenden Prüfungsordnung ist lediglich zum 1. Kyu eine optionale Möglichkeit, zehn der in der Nage-no-kata vorkommenden Techniken zu demonstrieren. Alternativ kann allerdings auch die individuelle Kampfkonzeption oder Judo als Selbstverteidigung (ab vollendetem 16. Lebensjahr) präsentiert werden.

#### Österreich
In Österreich werden zusätzlich noch grün-blaue und blau-braune Gürtel vergeben, so dass es insgesamt elf Kyu-Grade gibt. Vollendet der Judoka im Prüfungsjahr das 15. Lebensjahr, können die zweifarbigen Gürtel übersprungen werden, indem beide Prüfungen gleichzeitig abgelegt werden.
Da die Prüfung zum 10. Kyū erst im 7. Lebensjahr ablegbar ist, werden jüngere Kinder mit „Sonnen“ ausgezeichnet, von denen sie ab dem 4. Lebensjahr jeweils eine erreichen können.
Der 11. Kyū wird ohne Prüfung an Anfänger vergeben. Alle weiteren Kyū-Graduierungen werden durch Prüfungen vergeben und können nicht übersprungen werden. Mindestwartezeit zwischen den Prüfungen beträgt fünf Monate. Sobald der Judoka im Prüfungsjahr das 15. Lebensjahr vollendet, kann er Prüfungen zu geraden und ungeraden Graduierungen in einer Prüfung ablegen.
|              | 11. Kyū       | 10. Kyū            | 9. Kyū        | 8. Kyū              | 7. Kyū         | 6. Kyū               | 5. Kyū        | 4. Kyū             | 3. Kyū        | 2. Kyū              | 1. Kyū         |
| ------------ | ------------- | ------------------ | ------------- | ------------------- | -------------- | -------------------- | ------------- | ------------------ | ------------- | ------------------- | -------------- |
| Gürtelbild   | Weißer Gürtel | Weiß-Gelber Gürtel | Gelber Gürtel | Gelb-oranger Gürtel | Oranger Gürtel | Orange-Grüner Gürtel | Grüner Gürtel | Grün-Blauer Gürtel | Blauer Gürtel | Blau-Brauner Gürtel | Brauner Gürtel |
| Farbe        | weiß          | weiß-              | gelb          | gelb-               | orange         | orange-              | grün          | grün-              | blau          | blau-               | braun          |
| Farbe        | weiß          | gelb               | gelb          | orange              | orange         | grün                 | grün          | blau               | blau          | braun               | braun          |
| Mindestalter | –             | 7 Jahre            | 7 Jahre       | 8 Jahre             | 9 Jahre        | 10 Jahre             | 11 Jahre      | 12 Jahre           | 13 Jahre      | 14 Jahre            | 15 Jahre       |

Auch andere Länder besitzen ihre eigenen Prüfungsordnungen, so dass die verschiedenen Grade nicht ohne weiteres miteinander verglichen werden können, sondern nur jeweils in ihrem Umfeld (dem entsprechenden Verband) gelten. Dies gilt auch für etwaige Prüferlizenzen, die national unterschiedlich geregelt werden.

### Meistergrade
|                   | 1. Dan           | 2. Dan           | 3. Dan           | 4. Dan           | 5. Dan           | 6. Dan            | 7. Dan            | 8. Dan            | 9. Dan       | 10. Dan      |
| ----------------- | ---------------- | ---------------- | ---------------- | ---------------- | ---------------- | ----------------- | ----------------- | ----------------- | ------------ | ------------ |
| Name              | Shodan           | Nidan            | Sandan           | Yondan           | Godan            | Rokudan           | Nanadan           | Hachidan          | Kyūdan       | Jūdan        |
| Gürtelbild        | Schwarzer Gürtel | Schwarzer Gürtel | Schwarzer Gürtel | Schwarzer Gürtel | Schwarzer Gürtel | Rot-weißer Gürtel | Rot-weißer Gürtel | Rot-weißer Gürtel | Roter Gürtel | Roter Gürtel |
| Farbe             | schwarz          | schwarz          | schwarz          | schwarz          | schwarz          | rot-              | rot-              | rot-              | rot          | rot          |
| Farbe             | schwarz          | schwarz          | schwarz          | schwarz          | schwarz          | weiß              | weiß              | weiß              | rot          | rot          |
| Mindestalter      | 15 Jahre a       | 18 Jahre         | 21 Jahre         | 25 Jahre         | 30 Jahre         | 36 Jahre          | –                 | –                 | –            | –            |
| Vorbereitungszeit | 2 Jahre b        | 3 Jahre b        | 4 Jahre b        | 5 Jahre b        | 6 Jahre b        | –                 | –                 | –                 | –            | –            |

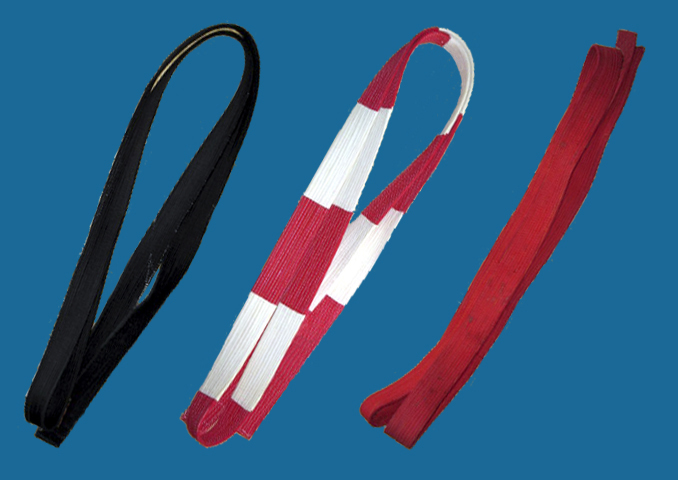
Die Gürtelfarben der Meistergrade beim Judo

In Deutschland wird nach dem Prüfungsprogramm des Deutschen Judo-Bundes e. V. maximal der 6. Dan vergeben. Höhere Grade sind selten, da sie nicht durch eine meisterhafte Technikbeherrschung zu erreichen sind, sondern ausschließlich verliehen werden. Sie repräsentieren sozusagen das jeweils bisherige Lebenswerk des Judoka. Der Bundesverband ist für Verleihungen ab dem 6. und maximal bis zum 9. Dan zuständig. Der 10. Dan wird nur von der International Judo Federation (IJF) oder vom Kodokan, der ursprünglichen Judoschule in Japan, verliehen. Nach Kodokan gab es 15 Personen, denen dieser Dan verliehen wurde. Der letzte noch lebende Träger (Yoshimi Ōsawa) verstarb im Oktober 2022. Zwei weitere wurden von der IJF 1997 an Anton Geesink und Charles Palmer verliehen.
Eine höhere Graduierung als der 10. Dan wurde weltweit nicht vorgenommen – auch wenn dies theoretisch möglich wäre, da es lt. Mifune bis zum 13. Dan geht.
Dies bedeutete aber, die bestehenden Träger des 10. Dan zu degradieren. Kanō Jigorō, der Begründer des Judo, hatte keinen Dan im Judo, weder den 1. noch den 10. Dan, da aus japanischer Sicht niemand die Autorität besitzt, besaß oder besitzen wird, ihm einen Dan-Grad zu verleihen, weil niemand im Judo über ihm stand oder steht.

#### Österreich
Der österreichische Judo-Verband (ÖJV) ermöglicht die Prüfungszulassung zum 1. Dan ab dem vollendeten 16. Lebensjahr. Als Vorbereitungszeit gilt die angestrebte Dan-Graduierung in Jahren. Im ÖJV werden technische Prüfungen bis zum 6. Dan durchgeführt.

## Judotechnik (Waza)
Die Judo-Techniken lassen sich grob in vier Grundtypen einteilen:
- Nage Waza – Wurftechniken
- Katame / Ne Waza – Bodentechniken
- Ukemi Waza – Falltechnik
- Atemi Waza – Schlagtechniken (Nur in Kata)

Der Schwerpunkt des modernen Judosports liegt in der sportlichen Ertüchtigung und nicht unbedingt in der Selbstverteidigung. Kanō Jigorō sagte, dass Judo vor allem dazu dienen soll, durch das Training von Angriffs- und Verteidigungsformen Körper und Geist zu stärken.

### Wurftechniken (Nage-waza)
Wurftechniken werden angewandt, um den Partner vom Stand in die Bodenlage zu bringen. Es existiert eine Vielzahl von Möglichkeiten, dieses Ziel zu erreichen. Die Techniken können nach unterschiedlichen Methodiken in Gruppen sortiert werden.
Am bekanntesten ist die traditionelle Unterteilung Gokyo. Die Gokyo ist eine Stoffsammlung und unterteilt in dem zur Anwendung kommenden Wurfprinzip:
- Tachi-waza (Standtechniken)
  - Ashi-waza (Bein- und Fußwürfe)
  - Koshi-waza (Hüftwürfe)
  - Te-waza (Hand- und Armwürfe)
- Sutemi-waza (Selbstfallwürfe, auch „Opferwürfe“)
  - Yoko-sutemi-waza (Selbstfallwürfe zur Seite)
  - Ma-sutemi-waza (Selbstfallwürfe nach hinten)

Neben den Stoffsammlungen existieren methodische Systeme. Methodische Systeme bieten vor allem Unterstützung beim Erlernen der Wurftechniken. 3 bekannte Beispiele sind:
- Kyu-Prüfungsprogramm des Deutschen Judo-Bundes: Nach Schwierigkeitsgrad sortiert und vor allem an die Entwicklungsschritte von Kindern angepasst.[22][23]
- Judo-Wurfkreis: Reduziert die Vielzahl an Wurftechniken anhand von Bewegungsverwandtschaften (6 Basistechniken und deren Varianten)[24]
- 10 Lehrserien, jeweils als abgeschlossenes Übungsprogramm: Fußtechniken 1–3, Hüfttechniken 1–6, Selbstfalltechniken 1[25]

### Falltechniken (Ukemi-waza)

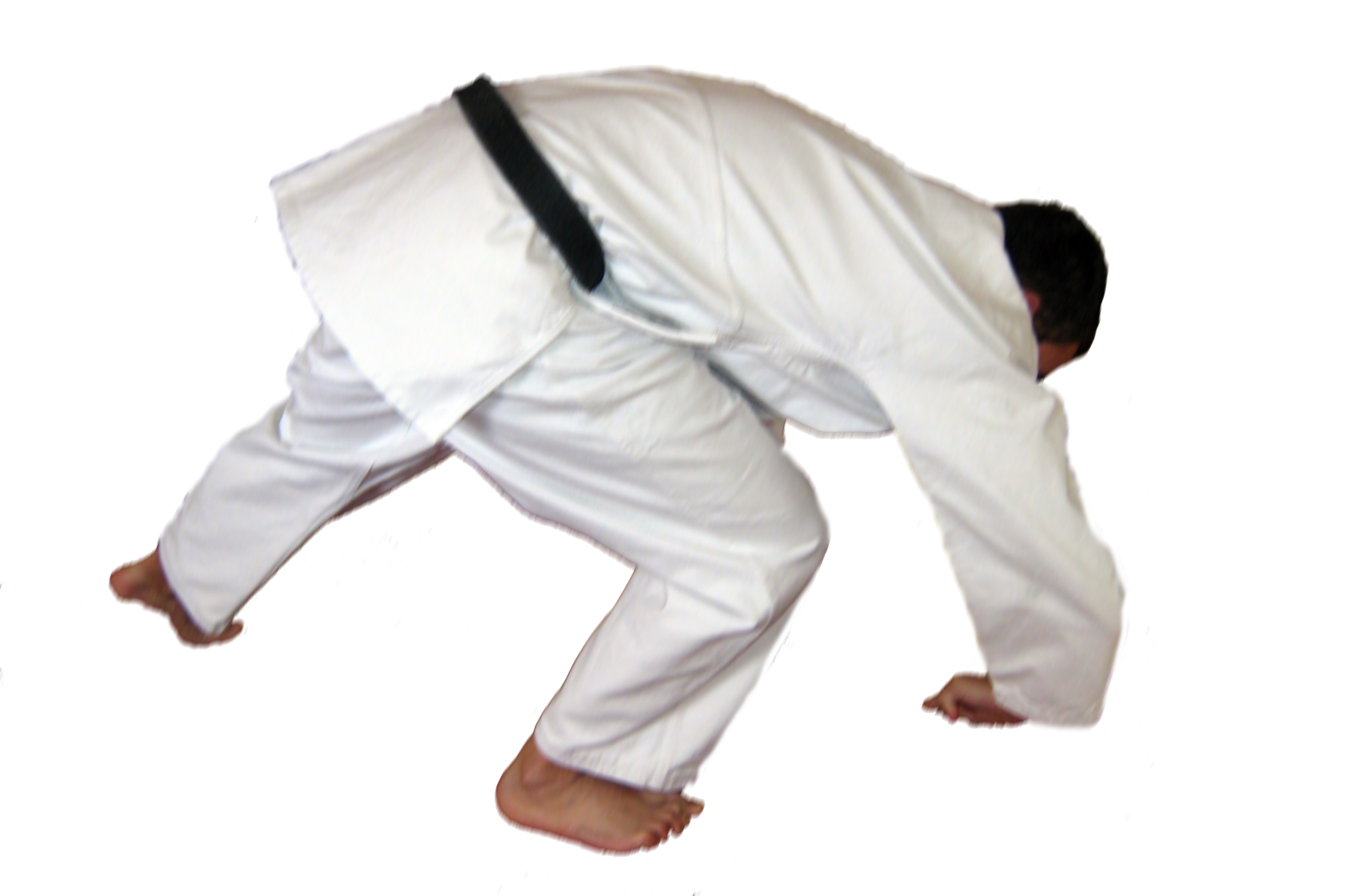
Ein Judoka setzt eine rechte Vorwärtsrolle (Mae-mawari-ukemi oder Zenpō Kaiten) an.

Um sich bei den Würfen nicht zu verletzen, müssen alle Judoka Falltechniken erlernen. Dabei werden Techniken geübt, so zu fallen, dass man sich dabei nicht verletzt. Das Fallen wird nach allen Seiten trainiert: Seitwärts (Yoko-ukemi; nach rechts und links), rückwärts (Ushiro-ukemi) und nach vorn (Mae-ukemi). Die Falltechnik vorwärts ist auch als Judorolle (Mae-mawari-ukemi oder Zenpō Kaiten) bekannt. Träger höherer Gürtelgrade trainieren sie auch als Fall über ein Hindernis und dann als „freien Fall“ in der Luft.
Ähnliche Falltechniken finden sich bei allen anderen Kampfsportarten, die Wurftechniken kennen, wieder. Häufig sind nur Details, wie z. B. das anschließende Aufstehen oder die Art und Weise sich nach dem Fall vor weiteren Angriffen des Partners zu schützen, anders. So stehen Judoka bei der Fallschule vorwärts in Laufrichtung auf, Jiu Jitsuka aber drehen sich noch im Aufstehen herum, um den Angreifer sofort wieder im Blick zu haben.

### Bodentechniken (Ne-waza)
In mancher Literatur zum Thema Judo wird für Bodentechniken auch der Begriff „Katame-waza“ verwendet. Dies ist jedoch eine begriffliche Ungenauigkeit, da Katame-waza grundsätzlich alle Festlege-Techniken umfassen, in diesem Sinne also beispielsweise auch Hebeltechniken im Stand.

#### Osae-komi-waza (Festhaltetechniken)
Mit Haltetechniken wird der geworfene Partner in der Rückenlage am Boden fixiert. Werden sie gut ausgeführt, ist es, selbst mit speziellen Befreiungstechniken, sehr schwierig, sich aus diesen zu befreien.
Man teilt die Haltetechniken in fünf Gruppen ein: Kesa-gatame (Basisschärpe), Kata-gatame, Yoko-shiho-gatame (Seit-Vierer), Kami-shiho-gatame (Kopf-Vierer) und Tate-shiho-gatame (Reit-Vierer). Jede Gruppe besteht aus einer Grundtechnik, welche durch zahlreiche Abarten ergänzt wird. Hinzu kommen noch zahlreiche mehr oder weniger spezielle Befreiungstechniken.

#### Kansetsu-waza (Hebeltechniken)
Hebeltechniken werden im Judo nur auf den Ellenbogen angewandt, wobei kontrollierter Druck auf das Gelenk aufgebracht und der Partner auch zur besseren Kontrollierbarkeit der Technik zugleich fixiert wird. Die Bewegung entgegen der anatomisch vorgesehenen Bewegungsrichtung führt zu einem Schmerz, welcher den Partner zur Aufgabe zwingt. Das signalisiert er durch Abklopfen, d. h. dem Klopfen mit einem beliebigen Körperteil auf die Matte, den Partner oder durch den Ausruf von „Maitta“ („Ich gebe auf“), z. B. wenn er sich nicht bewegen kann. Man unterscheidet zwei Arten von Hebeltechniken: Streckhebel (Gatame-Gruppen) oder Beugehebel (Garami-Gruppen). Darüber hinaus werden die Hebeltechniken noch nach dem Hebelprinzip unterteilt.
In anderen Sportarten, z. B. Jiu Jitsu, werden Hebel auch gegen die Beine, Handgelenk, Schulter, Finger und Nacken (praktisch jedes Gelenk des Körpers) ausgeführt. Diese Hebeltechniken können bei falscher oder unsauberer Ausführung schwere Verletzungen verursachen. Im Randori sind deshalb aus Sicherheitsgründen nur Hebel gegen das Ellenbogengelenk erlaubt, da diese kontrolliert durchgeführt werden können. Hebel gegen andere Gelenke werden durch Kata vermittelt und als Selbstverteidigungstechniken benutzt. Hier können sie gefahrlos unter kontrollierten Bedingungen im Training geübt werden.
Obwohl diese Technikgruppe gefährlich klingt, gibt es dabei im Randori nur selten Verletzungen: Erfahrene Judoka wissen, wie weit sie gehen dürfen – sowohl im Versuch, sich aus einem Hebel herauszuwinden, als auch beim Hebeln selbst. Bei Kindern sind diese Techniken im Wettkampf verboten, da sie meist zu wenig Erfahrung haben, um zu wissen, wie viel Kraft aufgewendet werden darf oder wann sie aufgeben müssen.

#### Shime-waza (Würgetechniken)
Wie beim Hebeln ist es Ziel des Würgens, den Gegner zur Aufgabe zu zwingen. Beim Würgen können Halsschlagadern und Halsvorderseite angegriffen werden. Direkte Angriffe auf den Kehlkopf sind ebenso verboten wie der Einsatz des eigenen oder gegnerischen Gürtels.
Bei einem Angriff auf die seitlich des Kehlkopfes verlaufenden Halsschlagadern wird durch Ausüben von Druck die Blutzirkulation behindert. Dies führt zu einer Minderversorgung des Gehirns mit Sauerstoff. Dadurch tritt nach 8–14 Sekunden Bewusstlosigkeit ein. Dem Angegriffenen bleibt im Wettkampf jedoch meist noch ausreichend Zeit, vorher seine Aufgabe zu signalisieren bzw. der Kampfrichter bricht den Kampf beim Erkennen der Wirkung (Erschlaffung des Körpers, besonders der Beine) mit Ippon für den Würgenden ab. Der Griff muss dann sofort gelöst werden und es erfolgt eine Erstversorgung durch Hochlegen der Beine. Damit erlangt der Gewürgte nach 10–20 Sekunden das Bewusstsein wieder. Wird ein Kämpfer während eines offiziellen Wettkampfes durch eine Würge bewusstlos, darf er aus Sicherheitsgründen an diesem Tag nicht noch einmal antreten.
Ein Angriff auf die Halsvorderseite führt zu einer Irritation des vegetativen Nervensystems, die sich in Angst- oder Panikzuständen äußert. Die Wirkung dieser Methode tritt sofort ein, wenn der richtige Punkt getroffen wird, obwohl noch genügend Sauerstoff im Blut und in der Lunge ist, um das Gehirn eine Weile zu versorgen. Anders als beim Angriff gegen die Halsschlagader wirkt der Druck unter anderem auch gegen den Kehlkopf, was als schmerzhaft empfunden wird.
Wie beim Hebeln wird auch hier durch Abschlagen aufgegeben. Im Wettkampf lassen sich Würger wie Hebeltechniken gut im direkten Übergang vom Stand- in den Bodenkampf ausführen, ehe der Gegner eine starke Verteidigung mit den eigenen Händen aufbauen kann.
Wie bei den Hebeltechniken sind im Kinderbereich Würgetechniken verboten.

### Schlagtechniken (Ate-Waza/Atemi-Waza)
Schlagtechniken werden heute nur noch in Kata eingesetzt, welche Kano aus den Vorläufern des Judo vor allem aus dem Ju-Jutsu übernahm, oder auch selbst entwickelte. Manche Vereine lehren Schlagtechniken noch im Rahmen der Selbstverteidigung. In Deutschland hat sich gerade die Vereinigung „Kodokan Judo Kidokai“ bzw. „Judo Inyo-Ryu Renmei“ um die Erhaltung des Judo als Selbstverteidigungskunst verdient gemacht. Im Sportjudo des DJB ist es ein Schaukampf, der nur bei Kyu- und Dan-Abnahmen vorgeführt wird.
Ude-Ate-Waza (Armtechniken)
- Fingerspitzentechniken: Yubisaki-Ate-Waza
- Faustknöcheltechniken: Kobushi-Ate-Waza
- Handkantentechniken: Tegatana-Ate-Waza
- Ellenbogenspitzentechniken: Hiji-Ate-Waza
- Handballentechniken: Shotei-Uchi-Waza

Ashi-Ate-Waza (Beintechniken)
- Kniespitzentechniken: Hizagashira-Ate-Waza
- Fußballentechniken: Seikito-Ate-Waza
- Fersentechniken: Kakato-Ate-Waza
- Fußkantentechniken: Sokuto-Ate-Waza
- Fußsohlentechniken: Sokutei-Ate-Waza

## Wettkampf (Shiai)
Judo ist eine Zweikampf-Sportart. Ziel ist es, den Gegner durch Anwenden einer Technik mit Kraft und Schnelligkeit kontrolliert auf den Rücken zu werfen. Gelingt dies, so ist der Kampf gewonnen, wie ein KO beim Boxen. Dabei ist es meist unerheblich, wie geworfen wurde und welche Technik verwendet wurde, so lange der Werfende den Geworfenen dabei deutlich kontrolliert und keinen Regelverstoß begeht. Tatsächlich haben auch einige Techniken anderer Kampfsportarten im Wettkampfjudo ihren Einzug gehalten. Als grober Anhaltspunkt: Je besser der Gegner auf den Rücken fällt, umso bessere Wertungen erhält man. Konnte keiner der Kontrahenten den Kampf vorzeitig für sich entscheiden (durch Ippon oder drei Bestrafungen für den Gegner), wird nach dem Ende der Kampfzeit (vier Minuten im Erwachsenenbereich, zwischen zwei und vier Minuten im Kinder- und Jugendsport) nach Wertungen entschieden. Steht es den Wertungen nach Unentschieden, folgt ein Kampf im „Golden Score“, ähnlich dem früher im Fußball vorhandenen „Golden Goal“. Die Wertungen und Strafen aus der vorhergehenden Kampfzeit bleiben dabei erhalten. Der Kampf im „Golden Score“ ist jedoch sofort beendet, sobald einer der Kämpfer eine Wertung oder die dritte Strafe erhält. Seit 2014 ist das Golden Score aufgrund einer Regeländerung der International Judo Federation (IJF), die im Jahr 2013 erprobt wurde und 2014 verbindlich eingeführt wurde, keiner zeitlichen Begrenzung unterworfen. Dadurch wurde auch der Kampfrichterentscheid, welcher bis dahin im Falle eines punktlosen 'Golden Scores' erfolgte, hinfällig. Hierbei zeigten auf Kommando des Hauptkampfrichters alle drei Richter gleichzeitig mit Fähnchen an, welcher Kämpfer ihrer Meinung nach besser gekämpft hat. Der Kämpfer mit der Mehrheit an Stimmen gewann den Kampf.
Der Kampf findet jedoch nicht ausschließlich im Stand statt, sondern geht auch am Boden weiter. Hier gibt es prinzipiell zwei Möglichkeiten, einen Sieg zu erringen. Wird der Gegner für 20 Sekunden (bis 2013 waren es 25 Sekunden) auf dem Rücken liegend am Boden festgehalten, so ist der Kampf gewonnen. Auch für eventuell kürzere Haltezeiten werden, ähnlich wie bei Wurftechniken, Wertungen vergeben. Als Alternative besteht abhängig von der Altersklasse die Möglichkeit, den Gegner durch einen Armhebel oder Würgegriff zur Aufgabe zu zwingen. Sobald einer der Kontrahenten jedoch in den Stand zurückkehrt, muss der Kampf unterbrochen und im Stand neu begonnen werden.

### Wertungen
Nachdem Koka als kleinste Wertung 2009 abgeschafft wurde und die nächstkleinere Wertung Yuko Anfang 2017, gibt es nur noch zwei verschiedene Wertungen. Die höchste Wertung, die vergeben werden kann, ist der Ippon. Erhält ein Kämpfer diesen, ist der Kampf sofort beendet. Die zweite Wertung ist Waza-ari. Vor Abschaffung der Wertung Yuko im Jahre 2017 gewann ein Kämpfer mit seinem zweiten Waza-ari ebenfalls sofort den Kampf. Von Anfang 2017 bis zum 1. Januar 2018 konnte sich Waza-ari beliebig oft addieren. Heute ergeben zwei Waza-ari für einen Kämpfer wieder Ippon.

#### Ippon (Ganzer Punkt)
Die höchste Wertung für einen Kämpfer wird erteilt für:
- eine Wurftechnik, welche den Kontrahenten mit Kontrolle, Kraft, Schnelligkeit auf den Rücken wirft,[27]
- das Halten des Kontrahenten mit einer Haltetechnik (Osae-komi) für 20 Sekunden (bis 2013: 25 Sekunden, davor sogar 30 Sekunden),
- Anwendung einer Hebel- oder Würgetechnik, bis der Kontrahent aufgibt oder kampfunfähig wird (in den Altersklassen bis U12 ist eine Hebel- und bis zur Altersklasse U15 Würgetechnik nicht zulässig[28]),
- Disqualifizierung des Kontrahenten durch Hansoku-make (Ippon wird durch den Kampfrichter nicht angezeigt).
- Die Regel, dass ein zweimaliger Gewinn eines Waza-ari (Waza-ari awasete Ippon „zwei Waza-ari ergeben Ippon“) einen Ippon ergeben, wurde Anfang 2017 zwischenzeitlich abgeschafft, aber 2018 wieder eingeführt.[29]

Nach Ippon ist der Kampf beendet. In Mannschaftsbegegnungen und im System Jeder-gegen-Jeden ist ein Ippon in der Unterbewertung 10 Punkte wert. Bei gleich vielen Siegen der beteiligten entscheidet die Unterbewertung über Sieg bzw. Platzierung.

#### Waza-ari (70% eines Punktes)
Ein Waza-ari wird vergeben für:
- eine Wurftechnik, welche eines der drei Kriterien für einen Ippon nur zum Teil erfüllt (Eine typische und recht häufige Situation für einen Waza-ari ist, wenn der Rücken des Partners nur teilweise die Matte berührt) oder
- das Halten des Kontrahenten mit einer Haltetechnik (Osae-komi) für mindestens 10 Sekunden (bis 2017: 15 Sekunden, bis 2013: 20 Sekunden)

Seit Anfang 2017 wird auch für alle Aktionen, die bis zu diesem Zeitpunkt mit Yuko bewertet wurden, ein Waza-ari vergeben.
Ein Waza-Ari ist in der Unterbewertung 7 Punkte wert, der zweite Waza-Ari erhöht die Unterbewertung auf die eines Ippons (10 Punkte), nicht auf 14 Punkte.

#### Yuko (Großer technischer Vorteil)
Bis Anfang 2017 war der Yuko eine Wertung für eine Aktion die einen großen technischen Vorteil erkennen ließ. Diese Wertung wurde Anfang 2017 abgeschafft. Aktionen die eine Yuko-Bewertung ergeben hätten, wurden danach mit einem Waza-ari bewertet.
Ein Yuko wurde vergeben für:
- eine Wurftechnik, welche eines der drei Kriterien für einen Ippon nur zum Teil erfüllt (eine typische Situation wäre ein Wurf auf die Seite, ohne dass ein Teil des Rückens die Matte berührt) oder
- das Halten des Kontrahenten mit einer Haltetechnik (Osae-komi) für mindestens 10 Sekunden

Anfang 2025 wurde der Yuko wieder eingeführt.
Ein Yuko wird seitdem unter anderem vergeben für:
- das Halten des Kontrahenten mit einer Haltetechnik (Osae-komi) für 5-9 Sekunden
- eine Wurftechnik, bei der der Kontrahent landet auf:
  - der Seite (<= 90°)
  - auf dem Gesäß (dabei nicht vornüber gebeugt)
  - auf dem oberen Rückenbereich
  - auf der Seite des Ellenbogens

Der Yuko hat einen Wert von 5 Punkten in der Unterbewertung.

#### Vergabe der Wertungen & Anzeige
Für jede Aktion wird nur eine Wertung vergeben, es ist also nicht möglich, einen Waza-ari und einen Yuko gleichzeitig für einen Wurf zu erhalten. Im Gegensatz zu den anderen Wertungen wird der Ippon, da er zum sofortigen Gewinn des Kampfes führt, lediglich auf den elektrischen Wertungstafeln aufgeführt. Die hohen Bewertungen stehen links, die niederen rechts. Ältere Kampftafeln zeigen auch die hohen Bewertungen in der Mitte an; diese Darstellung ist im Wettkampfjudo nicht mehr gebräuchlich. Zum besseren Verständnis hier einige Beispiele:
Beispiel 1
| Kämpfer 1 | Kämpfer 1 | Kämpfer 2 | Kämpfer 2 |
| --------- | --------- | --------- | --------- |
| Waza-ari  | Yuko      | Waza-ari  | Yuko      |
| 1         | 0         | 0         | 6         |

Kämpfer 1 führt nach Punkten und hat gewonnen, wenn die Kampfzeit zu Ende ist. Es gilt: Jede höhere Wertung zählt mehr als eine beliebige Anzahl niedrigerer Wertungen.
Beispiel 2
| Kämpfer 1 | Kämpfer 1 | Kämpfer 2 | Kämpfer 2 |
| --------- | --------- | --------- | --------- |
| Waza-ari  | Yuko      | Waza-ari  | Yuko      |
| 1         | 1         | 1         | 2         |

Kämpfer 2 führt nach Punkten und hat gewonnen, wenn die Kampfzeit zu Ende ist.
Ähnlich wie beim Boxen erfolgt auch im Judo die Bewertung durch jeweils drei Personen, den Mattenleiter und zwei Außenrichter. Ersterer leitet den Kampf und erteilt durch Wort- und Handzeichen entsprechend die Wertungen. Beide Außenrichter können sich bei abweichender Meinung unabhängig voneinander durch Handzeichen äußern. Eine getroffene oder unterlassene Entscheidung des Mattenleiters kann durch die Außenrichter korrigiert werden. Stimmen die beiden Wertungen der Außenrichter nicht überein, so wird folgendermaßen verfahren: Ist die Wertung des Mattenleiters niedriger als die der beiden Außenrichter, so muss seine Wertung auf die niedrigste der beiden Außenrichter korrigiert werden. Ist die Wertung des Mattenleiters höher als die der beiden Außenrichter, so muss er seine Entscheidung auf die höchste der beiden Außenrichter herabstufen. Die derzeitige Auslegung sieht jedoch bei kampfentscheidenden Wertungen oder Strafen die Einigkeit aller drei Kampfrichter vor. Eine Diskussion findet außer bei der höchsten Strafe und im vorher genannten Fall nicht statt.

### Wettkampffläche
Gekämpft wird auf mittelharten Matten (Tatami), welche einen stabilen und sicheren Stand ermöglichen und dennoch das Fallen entsprechend abmildern. Die Wettkampffläche unterteilt sich in eine Kampf- und in eine Sicherheitsfläche. Der Kampf findet auf der Kampffläche statt. Die Größe dieser Fläche variiert je nach Altersklasse und Bedeutung der Wettkämpfe. Im Erwachsenenbereich soll die Kampffläche ab regionalen Meisterschaften mindestens 7 m × 7 m, höchstens aber 10 m × 10 m groß sein. Für internationale Meisterschaften wie die Olympischen Spiele ist eine Größe von 8 m × 8 m vorgeschrieben. Die Sicherheitsfläche bildet den äußeren Abschluss und soll Verletzungen vermeiden, falls die Kontrahenten unbeabsichtigt außerhalb der Kampffläche geraten sollten. Diese äußere Begrenzung sollte eine Größe von zwei bis drei Metern haben. Beide Flächen müssen eine unterschiedliche Färbung aufweisen.

### Verbotene Handlungen
Beim Verstoß gegen die Wettkampfregeln erhält der entsprechende Kämpfer eine Verwarnung (Shido) oder wird disqualifiziert (Hansoku-make), wobei eine Verwarnung keine direkten Auswirkungen auf den Punktestand hat, wie dies früher der Fall war. Steht es aber am Ende der Kampfzeit Unentschieden, so gewinnt der Kämpfer mit den wenigsten Shido. Seit 2018 sind ein oder zwei Shido nicht mehr kampfentscheidend, es wird im Golden Score bis zur Entscheidung durch eine Wertung oder einen dritten Shido oder direktem Hansoku-make gekämpft. Lediglich im Jugendbereich können Shidos nachrangig hinter Kinsas (technischer Vorteil) im sog. Kampfrichterentscheid (Hantei) herangezogen werden. Bei dem dritten Verstoß wird ein Hansoku-make ausgesprochen, wobei zuvor eine Beratung der Kampfrichter erfolgt, und der Kampf zugunsten des Kontrahenten beendet. Für besonders schwere Regelverstöße kann der Hansoku-make auch direkt vergeben werden. Die direkte Disqualifikation von einem Kampf bedeutet gleichzeitig die Disqualifikation vom gesamten Turnier. Ausnahme hiervon ist das „Hansoku-make“ wegen direkten Fassens unterhalb der Gürtellinie, hier darf im nächsten Kampf wieder gekämpft werden, da dieser Angriff zwar verboten ist, aber nicht gegen den Geist des Judos verstößt. Diese Regelung wurde 2018 geändert, seitdem wird der Griff unterhalb der Gürtellinie lediglich noch mit Shido bestraft. Die älteren Bezeichnungen für die mittleren Verwarnungsstufen – Chui und Kei-Koku – sind im Wettkampf-Judo nicht mehr gebräuchlich.

#### Kleine Regelverstöße (Shido)
Der Judoverband ist darum bemüht, den Judo-Wettkampf vor allem für das Fernsehen und damit auch für Zuschauer im Allgemeinen interessanter zu gestalten. Im oberen Leistungsbereich sind die Unterschiede in Sachen Kraft, Schnelligkeit und Technik meist sehr gering, so dass sich ohne eine gewisse Aufforderung zum offensiven Kämpfen eine Entscheidung sehr lange hinziehen kann. Aus diesem Grund wurden eine Reihe von Regeln erlassen, die die Kämpfer zu Angriffen drängen und ihnen gleichzeitig eine stetige defensive Haltung verbieten.
Eine erste Möglichkeit wäre zum Beispiel, den Partner auf Distanz zu halten, indem man den eigenen und vor allem den Griff des Gegners vermeidet. So kann man zwar selbst nicht angreifen, aber ebenso wenig der Gegner. Meistens wird man jedoch den eigenen Griff so wählen, dass der Gegner kaum eine Möglichkeit hat, seinen Angriff umzusetzen. Werden zum Beispiel beide Ärmelenden festgehalten, so lässt sich damit der Griff des Kontrahenten vermeiden. Dies ist natürlich, wie die meisten Aktionen in dieser Gruppe, zuerst einmal erlaubt, aber nur, wenn man dann auch einen Angriff beginnt. Dies hängt aber auch von der Situation und Einschätzung der Kampfrichter ab und kann variieren. Es gibt noch eine Reihe anderer Verstöße, zu erwähnen wären noch das Verhaken der Finger, eine andere Fassart als die normale zu wählen, und als allumfassende Regel, eine generell defensive Haltung einzunehmen. Absichtlich ineffektiv ausgeführte Würfe, so genannte Scheinangriffe, die allein dem Zweck dienen, den Kampf vom Stand in den Boden zu verlagern oder einen aktiven Kampf vorzutäuschen, werden dabei ebenso bestraft wie das deutliche Vermeiden von Angriffen. Auch das Verlassen der Matte und das absichtliche Herausdrängen des Gegners wird mit Shido bestraft.
Natürlich gibt es auch im Judo Techniken, die die Kämpfer gefährden können. So ist es verboten, eine Beinschere an Kopf, Hals oder Rumpf mit gestreckten Beinen anzusetzen. Auch das Zurückbiegen der Finger oder das Treten gegen die Hand des Gegners, um dessen Griff zu lösen, sind nicht gestattet. Der Griff in das Ärmelende oder gar in das Ende des Hosenbeins des Gegners ist ebenso wenig erlaubt wie das direkte Greifen in den Innenteil des Judogi. Auch dürfen Teile der Kleidung nicht in den Mund genommen werden. Das Umschlingen seiner Extremitäten mit dem Gürtel oder dem Jackenende ist nicht gestattet.

#### Schwere Regelverstöße (direkter Hansoku-make)
Ein schwerer Regelverstoß liegt dann vor, wenn ein Kämpfer die Gesundheit seines Gegners bzw. sich selbst gefährdet oder sich grob unsportlich verhält. So gibt es eine Reihe von Techniken, deren Anwendung immer wieder für Verletzungen sorgten und demnach verboten wurden. Beispiele für verbotene Techniken sind der Kawazu-Gake, das verhebelte Werfen, jegliche Form des Hebelns an einem anderen Gelenk als am Ellenbogen sowie das Eintauchen in die Matte (Hierbei versucht ein Kämpfer, seine Technik dadurch zu unterstützen, indem er sich gerade, stark nach vorne unten abbeugt und sich eventuell dabei selbst gefährdet), auch Diving genannt. Als grob unsportlich gelten etwa das Beschimpfen des Gegners oder eines Kampfrichters, gleiches gilt für beleidigende Gesten.
Seit 2013 (international) und 2014 (national) wird das Greifen oder Blocken mit Armen oder Händen unterhalb des Gürtels im Stand oder ebenfalls beim Übergang vom Stand zum Boden mit Hansoku-make bestraft und damit als schwerer Regelverstoß angesehen. Damit sind Würfe, bei denen man in das Bein des Gegners greift, komplett verboten. Dies stellt eine Verschärfung der seit 2010 geltenden Regel dar, wonach diese Techniken nur in Ausnahmefällen (zum Beispiel, wenn bereits ein ernsthafter Angriff des Gegners erfolgt war) zulässig war. Seit 2018 werden sämtliche direkten Griffe unterhalb der Gürtellinie als leichtes Vergehen eingestuft und somit nur noch mit Shido bestraft.

## Nationale Ebene (DACH-Region)

### Deutschland

#### Verbände
Der nationale Verband in Deutschland ist der Deutsche Judo-Bund (DJB). Der DJB hat ca. 160.000 Mitglieder. Diesem wiederum unterstehen die 18 Judo-Landesverbände, wovon der Nordrhein-Westfälische Judo-Verband (NWJV) mit 592 Vereinen und knapp 62.000 Mitgliedern der größte Landesverband ist. Der DJB richtet die nationalen und internationalen Meisterschaften von Deutschland aus. Die Landesverbände organisieren die regionalen Meisterschaften und stellen die regionalen Kampfrichter- und Gürtelprüfungsordnungen. Der DJB gibt für Wettkämpfe Gewichtsklassen und Kampfzeiten vor (Details siehe hier).
Als weitere Organisation gibt es das Deutsche Dan-Kollegium (DDK), welches unter der Leitung von Alfred Rhode ein Jahr vor dem Judo-Bund als Vereinigung der Dan-Träger gegründet wurde. Das DDK wurde 1957 Mitglied im Deutschen Judo-Bund und war mit der Durchführung von Graduierungen sowie mit Lehraufgaben betraut. In dieser Eigenschaft war es vom Kodokan anerkannt und – bereits bei seiner Gründung – ausdrücklich mit dem Graduierungsrecht ausgestattet.
1982 wurde der Vertrag zwischen dem Kodokan und dem DDK erneuert und damit weiterhin dem DDK das Graduierungsrecht für Judo in der Bundesrepublik Deutschland zugeteilt. Anfang der 1990er Jahre gab es eine gerichtliche Auseinandersetzung um das Graduierungsrecht innerhalb des Deutschen Judo-Bundes. Kernpunkt des Streits war die Frage, ob es sich im Falle der Graduierung um ein kündbares Auftragsverhältnis oder ein nach dem BGB nicht widerrufbares Sonderrecht des DDKs mit bzw. gegenüber dem DJB handelt. Nachdem gerichtlich festgestellt worden war, dass es sich nicht um ein Sonderrecht, sondern um einen Auftrag handelte, entzog der Deutsche Judo-Bund dem DDK die Zuständigkeit für das Prüfungswesen. Fortan wurde die Zuständigkeit für Graduierungen in die Landesverbände des DJB gegeben, wo sie bis heute verblieb. Die zeitgleiche Entwicklung einer neuen Prüfungsordnung erfolgte trotz gelegentlich anders lautenden Ansichten nicht aufgrund dieser Auseinandersetzung, sondern im Zuge der 1991 erfolgten Vereinigung des Deutschen Judo-Bundes mit dem Deutschen Judo-Verband der DDR. Vor der Vereinigung der beiden Verbände wurde 1990 eine gemeinsame Prüfungsordnung vereinbart. Dabei wurden auch Grundsätze und Verfahrensweisen des DJV berücksichtigt, die der DJV-Unterhändler Helmut Bark mit Erfolg in die Verhandlungen eingebracht hatte.
Das DDK begann nach dieser Veränderung auch Vereine als Mitglieder aufzunehmen (bis dahin konnten nur Judoka Mitglied des DDK sein, die gleichzeitig einem Mitgliedsverein des Judo-Bundes angehörten) und positionierte sich damit als Konkurrenzverband zum Judo-Bund. Dies führte zwangsläufig zum Ausschluss des DDK aus dem Judo-Bund. Seitdem gibt es also zwei getrennte Verbände in Deutschland. Allerdings ist nur der Deutsche Judo-Bund im Deutschen Sportbund organisiert und nur der Deutsche Judo-Bund wird vom Kodokan als nationaler Verband mit entsprechendem Graduierungsrecht anerkannt.
Unberührt von den Entwicklungen der 1990er Jahre hat jedoch der ursprüngliche Vertrag – sowie der Vertrag von 1982 – zwischen Kodokan und DDK seine Gültigkeit behalten. Diese beiden Vertragsausfertigungen sind bis heute nicht gekündigt worden. So ist es rechtlich zwar paradox, dass zwei widersprüchliche Vertragsebenen existieren, aber es ist Fakt.
Judo war in Deutschland auch bis 2012 die Kampfsportart mit den meisten Aktiven. Seit 2013 zählt erstmals Karate im DOSB mehr Mitglieder (183.882) als Judo (160.555). Damit stand der Deutsche Judo-Bund im Jahr 2013 auf Platz 22 der Rangfolge der größten Spitzenverbände im DOSB gleich hinter dem Deutschen Karate-Verband.

#### Erfolgreiche deutsche Judoka

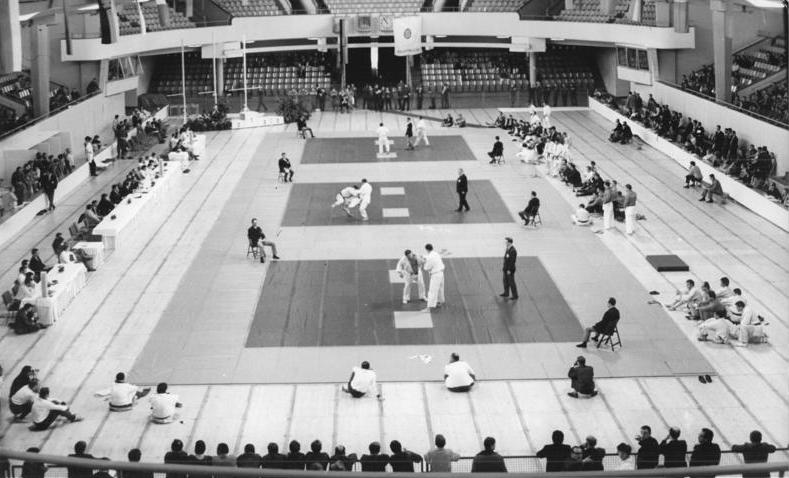
XIX. Judo-Europameisterschaften in Ost-Berlin, Mai 1970

Bei den Olympischen Spielen in Tokio 1964 war Judo erstmals als olympische Sport zu sehen. Der Kölner Wolfgang Hofmann war der erste deutsche Judoka, der eine Medaille (Silber) bei Olympischen Spielen gewann. Klaus Glahn konnte 1964 in Tokio mit Bronze und 1972 in München mit Silber als erster deutscher Judoka zwei Medaillen bei Olympischen Spielen gewinnen. Bei den Judo-Weltmeisterschaften 1979 in Paris errang Detlef Ultsch für die DDR den ersten Judo-Weltmeistertitel (seinen zweiten WM-Titel errang er 1983). Der erste deutsche Olympiasieger war 1980 Dietmar Lorenz, ebenfalls für die DDR. Olympiasieger 1984 wurde Frank Wieneke, der 1988 in Seoul auch noch eine Silbermedaille gewann.
Bis zur Wiedervereinigung brachten die Frauen in der damaligen BRD die Medaillen von Weltmeisterschaften nach Hause. Barbara Claßen aus Grenzach-Wyhlen errang 1982 in Paris den ersten Weltmeistertitel der Damen für den DJB. 1987 gewann Alexandra Schreiber bei den Judo-Weltmeisterschaften in Essen die Goldmedaille. Danach schaffte dies in Barcelona 1991 Frauke Eickhoff aus Hermannsburg als dritte Frau, 1993 gefolgt von dem Gewinn der Goldmedaille von Johanna Hagn, die auch 1996 als erste deutsche Judoka bei den Olympischen Spielen Bronze gewann.
Das Jahr 1991 war für den DJB durch die Vereinigung mit dem DJV das mit drei Weltmeistertiteln und drei Europameistern erfolgreichste Wettkampfjahr überhaupt. Neben Frauke Eickhoff gewannen Udo Quellmalz und Daniel Lascău die weiteren Titel in Barcelona.
Udo Quellmalz ist bis heute der erfolgreichste deutsche Judoka. 1991 und 1995 errang er den Weltmeistertitel. 1996 gewann er zudem die Goldmedaille in Atlanta, nachdem er vier Jahre zuvor bei den Spielen in Barcelona bereits eine Bronzemedaille erkämpft hatte. Als erfolgreichster Leichtgewichtler bis 60 Kilogramm gilt der Münchener Richard Trautmann, der 1992 und 1996 jeweils Bronze bei den Olympischen Spielen gewann.
2004 wurde Yvonne Bönisch die erste weibliche Olympiasiegerin im Judo für Deutschland. Vier Jahre später bei den Spielen in Peking errang der Reutlinger Ole Bischof in der Gewichtsklasse bis 81 Kilogramm als fünfter Deutscher eine olympische Goldmedaille.
Die größten Erfolge deutscher Judoka im Überblick:
- 1979 Detlef Ultsch, Weltmeister, DDR
- 1980 Dietmar Lorenz, Olympiasieger, DDR
- 1982 Barbara Claßen, Weltmeisterin, BRD
- 1983 Detlef Ultsch, Weltmeister, DDR
- 1983 Andreas Preschel, Weltmeister, DDR
- 1984 Frank Wieneke, Olympiasieger, BRD
- 1987 Alexandra Schreiber, Weltmeisterin, BRD
- 1991 Frauke Eickhoff, Weltmeisterin
- 1991 Daniel Lascău, Weltmeister
- 1991 Udo Quellmalz, Weltmeister
- 1993 Johanna Hagn, Weltmeisterin
- 1995 Udo Quellmalz, Weltmeister
- 1996 Udo Quellmalz, Olympiasieger
- 2003 Florian Wanner, Weltmeister
- 2004 Yvonne Bönisch, Olympiasiegerin
- 2008 Ole Bischof, Olympiasieger
- 2017 Alexander Wieczerzak, Weltmeister
- 2021 Anna-Maria Wagner, Weltmeisterin
- 2024 Anna-Maria Wagner, Weltmeisterin

#### Judo-Bundesliga
Der Deutsche Judo-Bund ist Veranstalter der Judo-Bundesliga. 64 Vereine kämpfen in der 1. und 2. Bundesliga der Männer und Frauen. Darunter befinden sich die Regionalligen, in die die Meister der einzelnen Bundesländer aufsteigen können. Der Deutsche Meister ist auch berechtigt, im Europapokal der Landesmeister Deutschland zu vertreten. Der erfolgreichste Verein in der Geschichte des Deutschen Judo-Bundes ist der TSV Abensberg, der im Zeitraum von 1991 bis 2018 20-mal Deutscher Meister werden konnte und in dieser Zeit siebenmal den Europapokal der Landesmeister nach Deutschland holte.

### Österreich
In Österreich wird Judo durch den Österreichischen Judoverband (ÖJV) vertreten, zu ihm gehören neun Landesverbände. Landesweit gibt es 180 Vereine mit 21.601 aktiven Sportlern (Stand 2022).
Kanō Jigorō kam 1933 nach Wien und hielt hier zwei Vorführungen ab. Eine davon wurde auf dem Dach des Dojos des „1. Österreichischen Jiu-Jitsu Verein“ abgehalten. Die andere Vorführung fand in der Kaserne Marokkanerstraße statt. Der Sōke des Judosportes besuchte Österreich abermals im Jahr 1934.
Einer der erfolgreichsten österreichischen Judoka ist Peter Seisenbacher. Er wurde 1984 in Los Angeles Olympiasieger und verteidigte seinen Titel 1988 in Seoul erfolgreich. Damit war Peter Seisenbacher der erste Judoka, der eine olympische Goldmedaille erfolgreich verteidigen konnte. 1985 wurde er Weltmeister, 1986 Europameister. Österreichs Sportjournalisten wählten ihn 1984, 1985 und 1988 zum Sportler des Jahres. Er trug auch maßgeblich zur Verbreitung des Judo in Österreich bei.
1974 wurden die ersten Österreichischen Meisterschaften für Frauen abgehalten. Sternstunden des österreichischen Frauenjudo waren 1980 die ersten Weltmeisterschaften für Frauen in New York, wo Edith Hrovat, Gerda Winklbauer und Edith Simon WM-Gold erkämpften und Österreich den ersten Platz in der Medaillenwertung belegte. 1982 bei den Europameisterschaften in Oslo ging durch Siege von Edith Hrovat, Herta Reiter und Edith Simon, die zwei Titel holte (–66 kg und Open), die Hälfte aller EM-Titel an Österreich. Roswitha Hartl gewann bei den Olympischen Sommerspielen 1988 im Vorführbewerb die Bronzemedaille.
1992 gewannen drei Österreicher in einer Gewichtsklasse. Norbert Haimberger wurde Europameister in der Allgemeinen Klasse, Thomas Schleicher gewann die Junioreneuropameisterschaft und Patrick Reiter die Juniorenweltmeisterschaft. Claudia Heill gewann 2004 als erste Österreicherin bei den Olympischen Spielen eine Medaille. 2008 wurde Ludwig Paischer Olympiazweiter in Peking. Sabrina Filzmoser beendete 2020 nach der Teilnahme an vier Olympischen Spielen ihre aktive Sportlerkarriere. Nach zwei medaillenlosen Spielen (2008, 2012) waren die Olympischen Spiele in Tokyo 2021 für Judo Österreich eine der erfolgreichsten. Shamil Borchashvili wurde dritter und Michaela Polleres wurde zweite.

#### Judo-Bundesliga
Der Österreichische Judoverband ist Veranstalter der Judo-Bundesliga. 22 Vereine kämpfen in der 1. und 2. Bundesliga der Männer und Frauen im Jahr 2021. Darunter befinden sich die Landesligen. Die Sieger dieser Ligen können jeweils in die nächsthöhere Liga aufsteigen. Der erfolgreichste Verein in der Geschichte des Österreichischen Judoverbands ist das UJZ Mühlviertel, der im Zeitraum von 1981 bis 2003 11-mal Österreichischer Mannschaftsmeister werden konnte.

### Schweiz
Der Schweizerische Judo & Ju-Jitsu Verband (SJV) vertritt die Interessen der Judoka in der Schweiz. Der Sitz des Verbandes befindet sich in Bern. Dem Verband gehören derzeit rund 320 Clubs und Sportschulen sowie 14 Kantonalverbände an. Eric Hänni löste 1964 mit dem Gewinn der Silbermedaille an den Olympischen Spielen in Tokio einen Judo-Boom in der Schweiz aus. Die Schweiz stellte mit Jürg Röthlisberger bei den Olympischen Spielen 1980 in Moskau den Olympiasieger im Mittelgewicht (bis 86 kg). Sergei Aschwanden ist ein weiterer, international bekannter Judoka aus der Schweiz.

## ID-Judo
Judo wird seit 2007 als offizieller Wettkampfsport bei den Special Olympics angeboten und dann ID-Judo genannt, „ID“ steht für Intellectual Disability. Seit 2008 gibt es in Deutschland eine Wettkampfordnung dafür, sie basiert auf den Kampfregeln der Internationalen Judo-Föderation (IJF), weicht aber in einigen Punkten davon ab. So sind beispielsweise Würge- und Hebeltechniken sowie die Umklammerung des Genicks beim ID-Judo verboten. Ein Kampf hat immer eine Dauer von 3 Minuten und wird in der Regel im Stand (Tachi-Waza) begonnen. Dem Trainer ist es erlaubt, seinem Athleten beim Betreten der Wettkampfmatte zu helfen, eventuell auch mit Unterstützung des Mattenrichters. Die „Golden Score“-Regel gilt im ID-Judo nicht. Alle Regelverstöße werden dem Judoka erklärt, gegebenenfalls auch mit Unterstützung des Trainers (Stand 2018).
Die Judoka werden für Wettkämpfe außer in Körpergewichtsklassen auch in Gruppen ihrer allgemeinen motorischen Leistungsfähigkeit eingeteilt. Wettkampfklasse 1 besteht aus motorisch starken Judoka, die auch mit nicht Behinderten trainieren und sowohl die Sportart als auch das Ziel des Wettbewerbs verstehen. Motorisch schwächere Judoka kämpfen in der Wettkampfklasse 2; sie können Judo-Techniken eingeschränkt umsetzen und trainieren ausschließlich mit anderen Behinderten, ihnen ist das Ziel des Wettbewerbs im Grundsatz bekannt. In Wettkampfklasse 3 kommen motorisch schwächere Judoka, die Judo meist eher als Spielform verstehen und denen das Ziel des Wettbewerbs meist nur eingeschränkt verständlich ist. Die Einteilung in die Klassen unternimmt in den meisten Fällen ihr Trainer.
Für die Prüfungen der Kyu- und Dan-Grade wurde eine spezielle Prüfungsordnung entwickelt, die Art und Schwere der Behinderung der Athleten berücksichtigt. Dies ermöglicht auch Sportlerinnen und Sportlern mit einem Handicap, Judograde zu erwerben.

## Popkultur

### Asterix erobert Rom
In dem dritten Asterix-Zeichentrickfilm aus dem Jahr 1976 trifft Asterix zusammen mit Obelix auf den Judoka Bombastik, den Teutonen. Der Kampf ist eine der zwölf Aufgaben, die Cäsar den beiden Galliern auferlegt hat, um das Gerücht zu widerlegen, dass die Gallier Götter seien.

### Englisch
- H. Irving Hancock, Katsukuma Higashi: The Complete Kano Jiu-Jitsu. 1905. (englisch)
- Mikinosuke Kawaishi: Standing Judo: The Combinations and Counter-attacks. Foulsham, Marlow, 1963. (englisch)
- Gunji Koizumi: My Study of Judo. The Principles and the Technical Fundamentals. New York 1960. (englisch)
- Jigoro Kano: Mind Over Muscle: Writings from the Founder of Judo. Kodansha International, 2005, ISBN 4-7700-3015-0. (englisch)
- Brian N. Watson: Judo Memoirs of Jigoro Kano. Trafford Publishing, 2008, ISBN 978-1-4251-8771-2. (englisch)
- Kyuzo Mifune: The Canon of Judo: Classic Techniques on Principles of Techniques Kodansha Intl., 2004, ISBN 4-7700-2979-9. (englisch)
- Moshe Feldenkrais: Judo, the art of defence and attack. Frederick Warne & Co., London 1944. (englisch)
- Toshirō Daigo: Kodokan Judo Throwing Techniques. Kodansha Europe, 2005, ISBN 4-7700-2330-8. (englisch)

### Deutsch
- Tadao Inogai, Roland Habersetzer: Die Kata des Judo. Die acht klassischen Formen des Kodokan. Palisander Verlag, Chemnitz 2024, ISBN 978-3-957840-40-0.
- Tadao Inogai, Roland Habersetzer: Die Grundtechniken des Judo. Vom Weißgurt bis zum 1. Dan. Palisander Verlag, Chemnitz 2024, ISBN 978-3-957840-39-4.
- Wladimir Putin, Wassili Schestakow, Alexej Lewizki: Judo mit Wladimir Putin. Palisander Verlag, Chemnitz 2017, ISBN 978-3-938305-98-0.
- Jigoro Kano: Kodokan Judo. Verlag Dieter Born, Bonn 2007, ISBN 978-3-922006-25-1.
- Andreas Niehaus: Leben und Werk KANO Jigoros (1860–1938). Ein Forschungsbeitrag zur Leibeserziehung und zum Sport in Japan. Ergon-Verlag, 2003, ISBN 3-89913-310-2.
- Toshirō Daigo: Wurftechniken des Kodokan Judo. Verlag Dieter Born, Bonn 2009, ISBN 978-3-922006-55-8.
- Taisen Deshimaru: Zen in den Kampfkünsten Japans. Knaur, München 1985, ISBN 3-426-04130-8.
- George Glass: Judo. Copress, München 1990, ISBN 3-7679-0315-6.
- Mahito Ohgo: Judo. Grundlagen – Methodik. Falken, Niedernhausen 1972, ISBN 3-8068-0305-6.
- Wolfgang Weinmann: Das Judo-Brevier: Leitfaden für Technik und Prüfung. Weinmann-Verlag, Berlin 1997, ISBN 3-87892-020-2.
- Gerhard Lehmann, Hans-Jürgen Ulbricht: Judo. Klassische und moderne Wurftechniken. Meyer & Meyer Sport, 2006, ISBN 3-89899-233-0.
- Ulrich Klocke: Judo Top Action. Meyer & Meyer Sport, 2000, ISBN 3-89124-670-6.
- Pierre Herrmann: Neue Lehrmethoden der Judo-Praxis. Falken Verlag, 1977.
- Wolfgang Hofmann: Judo – Grundlagen des Stand- und Bodenkampfes. Falken-Verlag, 1978, ISBN 3-8068-4013-X.
- Gerhard Lehmann, Hans Müller-Deck (Hrsg.): Judo. Sportverlag Berlin, 1989, ISBN 3-328-00147-6.
- Lexikon der Kampfkünste. China, Japan, Okinawa, Korea, Vietnam, Thailand, Burma, Indonesien, Indien, Mongolei, Philippinen, Taiwan u. a. Sportverlag, Berlin 1999, ISBN 3-328-00838-1.
- Andreas Schäfer: Richtig Judo. 2. Auflage. BLV-Buchverlag, 2006, ISBN 3-8354-0080-0.
- Hedda Sander, Björn Deling: Judo – Das Standprogramm von weißgelb bis braun. 3., überarb. Auflage. Meyer & Meyer-Verlag, 2006, ISBN 3-89899-051-6.
  - englische Version: Judo from white/yellow belt to brown belt. ISBN 1-84126-076-2.
  - Judo – Bodentechniken von weißgelb bis orange. 2001, ISBN 3-89124-653-6.
  - Judo – Bodentechniken von orangegrün bis braun. 2001, ISBN 3-89124-685-4.
- Horst Wolf: Judo für Fortgeschrittene: Vom 4. zum 1. Kyu. Verlag Ullstein, Frankfurt am Main / Berlin 1994, ISBN 3-548-27618-0.
- Horst Wolf: Judo-Selbstverteidigung. 20. Auflage. Sportverlag, Berlin 1986, ISBN 3-328-00141-7. (enthalten ein Beitrag über den juristischen Status der Notwehr von Wilfried Friebel; Illustration: Otto Hartmann)